# You Don't Own Me
You Don't Own Me est une chanson pop écrite par John Madara et David White et chantée par Lesley Gore en 1963, alors qu'elle a 17 ans. Il s'agit de son deuxième titre le plus populaire. Le 27 novembre 2016, la chanson intègre le Grammy Hall of Fame Award.

## Thèmes et composition

### Paroles
La chanson exprime l'émancipation de la chanteuse, qui dit à un potentiel partenaire qu'il ne la possède pas et qu'il ne peut pas lui imposer ses actes et ses paroles, ni l'utiliser pour la montrer à ses amis. « Je ne suis pas un de tes nombreux jouets » énoncent ainsi les paroles de cette chanson.
Lesley Gore explique ensuite : « Mon avis sur la chanson, c'était : j'ai 17 ans, c'est fantastique de pouvoir me tenir sur une scène et faire la morale aux gens et leur dire que je ne leur appartiens pas ».

## Parution et accueil

### Ventes
La chanson arrive deuxième du Billboard Hot 100 aux États-Unis.. Elle reste en deuxième position trois semaines consécutives, jusqu'au premier février 1964, derrière I Want to Hold Your Hand des Beatles. Il s'agit du deuxième single le plus populaire de Gore, après It's My Party, et de son dernier single entrant dans le top 10 de Billboard,.

## Postérité
Reprises dans de nombreuses langues par différents chanteurs, ce titre réapparaît aussi dans les mobilisations féministes.

### Reprises
À la sortie de la chanson, plusieurs versions de la chanson, en plusieurs langues, sont enregistrées. Certaines sont faites par Lesley Gore elle-même. La version allemande est Goodbye Tony, par Lesley Gore. La version Italienne, Va... Tu Sei Libero, est chantée par Lesley Gore, Isabella Ianetti et Dalida, qui reprend aussi la version française Je ne Sais Plus avec Gore et Jacqueline Boyer. La chanteuse canadienne Michèle Richard crée une version francophone alternative. La chanson est aussi jouée en suédois par Marianne Kock, en néerlandais par Liliane Saint-Pierre et en japonais par Mieko Hirota.
André Hazes reprend la chanson en néerlandais en 1981, avec le titre Zeg Maar Niets Meer qui atteint la deuxième place du billboard néerlandais au début de 1982. La même année, Klaus Nomi la reprend dans son premier album en anglais, gardant les pronoms féminins et adaptant légèremnet les paroles pour qu'elle représente visiblement une relation homosexuelle. En 1998, Eva Pilarová la reprend en tchèque. En 2005, Lesley Gore reprend elle-même la chanson, avec un rythme beaucoup plus lent que dans l'originale. En 2010, Eminem utilise un sample de la chanson pour une piste bonus cachée de son album Recovery.
La chanson est reprise entre autres par The Tremeloes, par Dusty Springfield sur son premier album, par le groupe de rock Rasputina, par Elaine Paige, par Joan Jett dans son premier album solo, par The Blow Monkeys sur la bande originale de Dirty Dancing, par Jack Killed Jill, par Poliça, par Selena Gomez, par Arielle Dombasle et par Quintron.
La chanson est reprise également par Grace Sewell, chanteuse australienne, avec la collaboration du rappeur américain G-Eazy. Cette version est produite par Quincy Jones, qui a aussi produit Lesley Gore, et sort un mois après la mort de cette dernière, le 17 mars 2015. Le premier juin 2015, une version avec clip vidéo est produite par Taylor Cohen. Elle arrive première des ARIA Charts, qui lui donne le certificat de triple platine. En interview chez House of Fraser, Grace affirme que « [Quincy Jones] m'a raconté comment la chanson est sortie pendant le mouvement féministe, et ce qu'elle voulait dire. J'ai adoré la chanson, j'ai fait des recherches sur Lesley Gore et je suis tombée amoureuse de l'artiste. [You Don't Own Me] est une source d'inspiration ». La chanson est reprise dans une bande-annonce du film de 2016 Suicide Squad puis dans sa bande originale.
La chanteuse philippine Lani Misalucha reprend la chanson pour le film Etiquette for Mistresses en 2015.
La chanson est jouée sur X Factor au Royaume-Uni le 28 novembre 2015 par Lauren Murray et le 8 octobre 2016 par Matt Terry. Elle est jouée le 21 novembre 2016 par Darby Walker sur The Voice.
Plus récemment, elle à également été reprise par la chanteuse Ariana Grande, en compagnie de Kristin Chenoweth.
Bette Midler, Goldie Hawn et Diane Keaton reprennent la chanson ensemble à la fin du film Le Club des ex en 1996.
La version de Klaus Nomi ne connaît que peu de succès pendant sa vie, mais gagne ensuite en popularité en devenant le thème des Gay Updates du The Rush Limbaugh Show.
Dans la saison 2 d'American Horror Story, la chanson est utilisée dans une scène où le personnage de Lily Rabe, Sœur Marie-Eunice, est possédée par le diable et danse vêtue de lingerie rouge.
En 2012, Tavi Gevinson et Petra Collins, entre autres, participent à une reprise en synchronisation labiale de la chanson. Les vidéos deviennent une publicité contre le point de vue de Mitt Romney, alors candidat à l'élection présidentielle américaine de 2012, sur l'avortement et la contraception. La vidéo inclut aussi Carrie Brownstein, Alexa Chung, Karen Elson, Zoe Kravitz, Natasha Lyonne, Tracee Ellis Ross, Lena Dunham, Sia, Becky Stark, et Miranda July. La vidéo en ligne contre Romney inclut un commentaire audio de Gore.
En 2016 et 2017, elle sert de fond à une campagne publicitaire télévisée de Toyota aux États-Unis.
La chanson est reprise dans le film de 2016 Suicide Squad, dans le générique de fin du premier épisode de la série The Handmaid's Tale : La Servante écarlate, et dans le générique d'ouverture du huitième épisode de Riverdale en mars 2018.

### Perspective féministe
Les paroles de la chanson deviennent rapidement une source d'inspiration pour la deuxième vague féministe. Dans la nécrologie de Lesley Gore, le New York Times qualifie la chanson d'« incroyablement rebelle ».